# Koh-Lanta: Vanuatu
Koh-Lanta: Vanuatu fue un reality show francés, esta es la 6.ta temporada del reality show francés Koh-Lanta, transmitido por TF1 y producido por Adventure Line Productions. Fue conducido por Denis Brogniart y se estrenó el 21 de junio de 2006 y finalizó el 5 de septiembre de 2006. Esta temporada fue grabado en Vanuatu y contó con 16 participantes. François-David Cardonnel es quien ganó esta temporada y así obtuvo como premio € 100.000.
Esta temporada contó con 16 participantes divididos en 2 tribus; la primera es la tribu Mosso representada por el color rojo y la segunda es Tana representada por el color amarillo. Esta temporada duró 40 días.

## Equipo del Programa
- Presentadores: Denis Brogniart lidera las competencias por equipos y los consejos de eliminación.

## Participantes
| Participante                                            | Edad | Tribu Original | Tribu Fusionada             | Resultado Final              |
| ------------------------------------------------------- | ---- | -------------- | --------------------------- | ---------------------------- |
| François-David Cardonnel Actor.                         | 21   | Tana           | Unificada                   | Ganador de Koh-Lanta         |
| Émilie Frahi Asesora de Seguros.                        | 24   | Tana           | Unificada                   | 2.° lugar de Koh-Lanta       |
| Sébastien Roullé Empresario.                            | 30   | Tana           | Unificada                   | 14.to Eliminado de Koh-Lanta |
| Ludovic Laresche Quesero.                               | 28   | Tana           | Unificada                   | 13.er Eliminado de Koh-Lanta |
| Marie Bayard Esteticista.                               | 21   | Tana           | Unificada                   | 12.da Eliminada de Koh-Lanta |
| Gaëlle Cordonnier Jefa fábrica de zapatos.              | 27   | Tana           | Unificada                   | 11.ra Eliminada de Koh-Lanta |
| Catherine Brun Ama de casa.                             | 43   | Mosso          | Unificada                   | 10.ma Eliminada de Koh-Lanta |
| Alain Ponton Escultor.                                  | 49   | Mosso          | Unificada                   | 9.no Eliminado de Koh-Lanta  |
| Nathalie Penigaud Emprendedora.                         | 38   | Mosso          | Unificada                   | 8.va Eliminada de Koh-Lanta  |
| Estelle Granger Panadera.                               | 33   | Mosso          | Unificada                   | 7.ma Eliminada de Koh-Lanta  |
| Mickaël Lelièvre Ebanista.                              | 32   | Mosso          |                             | 6.to Eliminado de Koh-Lanta  |
| Jean-Claude Errin Tendero.                              | 60   | Mosso          | Abandona Por lesión         |                              |
| Nicolas Felger Agente comercial.                        | 26   | Tana           | 4.to Eliminado de Koh-Lanta |                              |
| Nicolas-Benoit Maire Profesor de Tenis.                 | 42   | Mosso          | Abandona Por lesión         |                              |
| Mama El Fayed Gerente de una empresa.                   | 33   | Mosso          | Abandona Por lesión         |                              |
| Karine Amorsi Agente comercial en artículos deportivos. | 24   | Tana           | 1.ra Eliminada de Koh-Lanta |                              |

## Desarrollo

### Competencias
| Episodio | Emisión                 | Bienestar                           | Inmunidad      | Eliminado      | Salida |
| -------- | ----------------------- | ----------------------------------- | -------------- | -------------- | ------ |
| 1        | 21 de julio de 2006     | Tana                                | Mosso          | Karine         | Día 3  |
| 2        | 28 de julio de 2006     | Tana                                | Mosso          | Sébastien      | Día 6  |
| 3        | 4 de agosto de 2006     | Mosso                               | Tana           | Nathalie       | Día 9  |
| 4        | 4 de agosto de 2006     | Tana                                | Mosso          | Nico           | Día 12 |
| 5        | 11 de agosto de 2006    | Tana                                | Tana           | Alain          | Día 15 |
| 6        | 11 de agosto de 2006    | Tana                                | Tana           | Mika           | Día 18 |
| 7        | 18 de agosto de 2006    | Tana                                | Gaëlle         | Estelle        | Día 21 |
| 8        | 18 de agosto de 2006    | François-David                      | Sébastien      | Nathalie       | Día 24 |
| 9        | 22 de agosto de 2006    | Marie                               | Ludovic        | Alain          | Día 27 |
| 10       | 22 de agosto de 2006    | Marie                               | Émilie         | Catherine      | Día 30 |
| 11       | 29 de agosto de 2006    | Ludovic                             | Sébastien      | Gaëlle         | Día 33 |
| 12       | 29 de agosto de 2006    | Ludovic                             | François-David | Marie          | Día 36 |
| Episodio | Emisión                 | Mensajes de prueba                  | Consejo final  | Ganador        | Salida |
| 13       | 5 de septiembre de 2006 | Sébastien / François-David / Émilie | Émilie         | François-David | Día 40 |

### Jurado Final
| Participante | Puesto     | Vota por       |
| ------------ | ---------- | -------------- |
| Estelle      | 1° Miembro | Émilie         |
| Nathalie     | 2° Miembro | François-David |
| Alain        | 3° Miembro | François-David |
| Catherine    | 4° Miembro | François-David |
| Gaëlle       | 5° Miembro | François-David |
| Marie        | 6° Miembro | François-David |
| Ludovic      | 7° Miembro | Émilie         |
| Sébastien    | 8° Miembro | Émilie         |

## Estadísticas Semanales
| Participante   | Semana    | Semana    | Semana    | Semana    | Semana    | Semana    | Semana    | Semana    | Semana    | Semana    | Semana    | Semana    | Semana    |
| Participante   | 1         | 2         | 3         | 4         | 5         | 6         | 7         | 8         | 9         | 10        | 11        | 12        | 13        |
| -------------- | --------- | --------- | --------- | --------- | --------- | --------- | --------- | --------- | --------- | --------- | --------- | --------- | --------- |
| François-David | Salvado   | Salvado   | Gana      | Salvado   | Gana      | Gana      | Salvado   | Salvado   | Salvado   | Salvado   | Salvado   | Inmune    | Ganador   |
| Émilie         | Salvada   | Salvada   | Gana      | Salvada   | Gana      | Gana      | Salvada   | Salvada   | Salvada   | Inmune    | Salvada   | Salvada   | 2°.Lugar  |
| Sébastien      | Salvado   | Eliminado |           | Reingresa | Gana      | Gana      | Salvado   | Inmune    | Salvado   | Salvado   | Inmune    | Salvado   | Eliminado |
| Ludovic        | Salvado   | Salvado   | Gana      | Salvado   | Gana      | Gana      | Salvado   | Inmune    | Salvado   | Salvado   | Salvado   | Salvado   | Eliminado |
| Marie          | Salvada   | Salvada   | Gana      | Salvada   | Gana      | Gana      | Salvada   | Salvada   | Salvada   | Salvada   | Salvada   | Eliminada |           |
| Gaëlle         | Salvada   | Salvada   | Gana      | Salvada   | Gana      | Gana      | Inmune    | Salvada   | Salvada   | Salvada   | Eliminada |           |           |
| Catherine      | Gana      | Gana      | Salvada   | Gana      | Salvada   | Salvada   | Salvada   | Salvada   | Salvada   | Eliminada |           |           |           |
| Alain          | Gana      | Gana      | Salvado   | Gana      | Eliminado | Reingresa | Salvado   | Salvado   | Eliminado |           |           |           |           |
| Nathalie       | Gana      | Gana      | Eliminada | Reingresa | Salvada   | Salvada   | Salvada   | Eliminada |           |           |           |           |           |
| Estelle        | Gana      | Gana      | Salvada   | Gana      | Salvada   | Salvada   | Eliminada |           |           |           |           |           |           |
| Mika           | Gana      | Gana      | Salvado   | Gana      | Salvado   | Eliminado |           |           |           |           |           |           |           |
| Jean-Claude    | Gana      | Gana      | Salvado   | Gana      | Salvado   | Abandona  |           |           |           |           |           |           |           |
| Nico           | Salvado   | Salvado   | Gana      | Eliminado |           |           |           |           |           |           |           |           |           |
| Nicolas        | Gana      | Gana      | Salvado   | Abandona  |           |           |           |           |           |           |           |           |           |
| Mama           | Gana      | Gana      | Salvada   | Abandona  |           |           |           |           |           |           |           |           |           |
| Karine         | Eliminada |           |           |           |           |           |           |           |           |           |           |           |           |

- Simbología
- Competencia en Equipos (Día 1-20)

     El participante pierde junto a su equipo pero no es eliminado.
     El participante pierde junto a su equipo y posteriormente es eliminado.
     El participante gana junto a su equipo y continua en competencia.
     El participante es eliminado, pero vuelve a ingresar.
     El participante abandona la competencia.
Competencia individual (Día 21-40)
     Ganador de Koh Lanta.
     2°.Lugar de Koh Lanta.
     El participante gana la competencia y queda inmune.
     El participante pierde la competencia, pero no es eliminado.
     El participante es eliminado de la competencia.

## Audiencias
| Episodio | Fecha de emisión          | Espectadores | Horario       |
| -------- | ------------------------- | ------------ | ------------- |
| 1        | «21 de julio de 2006»     | 6.110.540    | 20:45 - 22:30 |
| 2        | «28 de julio de 2006»     | 6.222.660    | 20:45 - 22:15 |
| 3 y 4    | «4 de agosto de 2006»     | 6.390.840    | 20:45 - 22:15 |
| 5 y 6    | «11 de agosto de 2006»    | 6.110.540    | 20:45 - 22:25 |
| 7 y 8    | «18 de agosto de 2006»    | 6.727.200    | 20:50 - 22:05 |
| 9 y 10   | «22 de agosto de 2006»    | 7.287.800    | 20:45 - 23:15 |
| 11 y 12  | «29 de agosto de 2006»    | 8.296.880    | 20:45 - 23:40 |
| 13       | «5 de septiembre de 2006» | 7.800.000    | 20:45 - 23:25 |